# 波蘭軍隊主教座堂

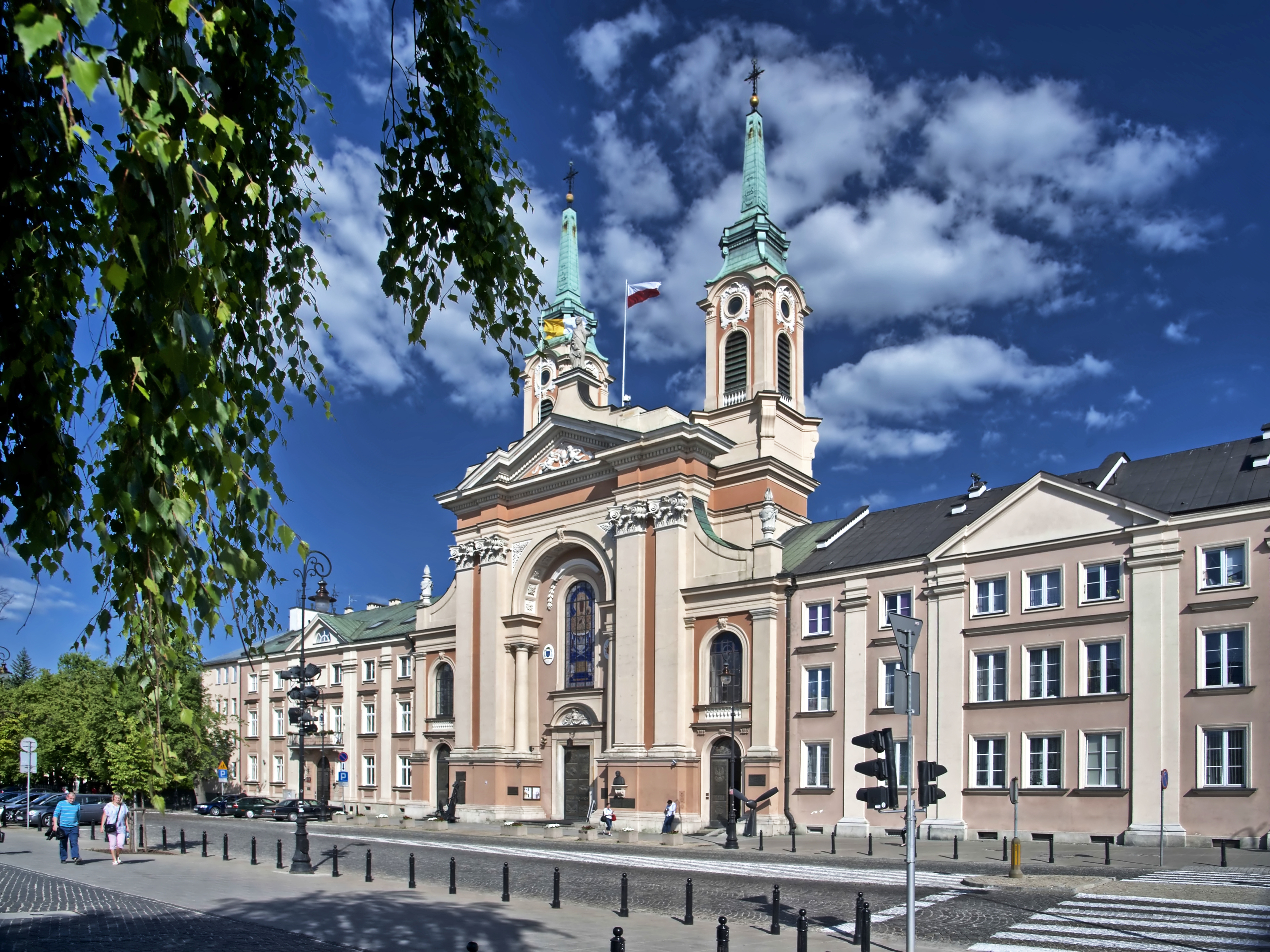
波蘭軍隊主教座堂

波蘭軍隊主教座堂（波蘭語：Katedra Polowa Wojska Polskiego）是位於波蘭首都華沙的天主教教堂，也是波蘭駐軍教會的主要教堂。華沙主要的軍隊宗教行事都在這裡舉行。教堂始建於1682年至1701年期間。在1834年，教堂被俄羅斯當局據為己有並改為東正教教堂。波蘭獨立之後，教堂被恢復原貌，於1923年至1927年之間重建，並成為波蘭軍隊的教堂。二戰期間教堂被德軍摧毀。戰後教堂在1946年至1960年之間重建。波蘭共產黨政權倒台之後，教堂重新成為主教座堂。